# Liverpool 8
| Recensione    | Giudizio |
| ------------- | -------- |
| about.com     |          |
| Rolling Stone |          |

Liverpool 8 è il quattordicesimo album in studio di Ringo Starr, uscito il 14 gennaio 2008 in tutto il mondo (il 15, negli USA).

## Il disco
L'album rappresenta il ritorno di Ringo alla EMI (da cui si era allontanato nel 1975). Si tratta di un'altra coproduzione tra Ringo e Mark Hudson (i due hanno co-prodotto Vertical Man, I Wanna Be Santa Claus, VH1 Storytellers, Ringo Rama e Choose Love).
Ringo Starr ha dichiarato che il titolo è ispirato dal fatto che la città di Liverpool è stata nel 2008 la Capitale europea della cultura. Il 4 dicembre 2007 la title track è stata pubblicata come singolo per il download digitale, su CD e su vinile rosso. Il lato B del vinile è "For Love". Il 12 gennaio Ringo Starr ha tenuto un concerto a Liverpool per presentare l'album.

## Tracce
- Tutte le tracce sono di Gary Burr/Steve Dudas/Mark Hudson/Richard Starkey eccetto dov'è segnato diversamente.

1. Liverpool 8 (Richard Starkey/Dave Stewart) - 4:49
2. Think About You - 3:40
3. For Love (Mark Hudson/Richard Starkey) - 3:49
4. Now That She's Gone Away (Gary Burr/Mark Hudson/Richard Starkey) - 3:02
5. Gone Are the Days (Mark Hudson/Richard Starkey/Dave Stewart) - 2:49
6. Give It a Try (Steve Dudas/Mark Hudson/Richard Starkey) - 3:26
7. Tuff Love - 4:33
8. Harry's Song - 4:00
9. Pasodobles (Gary Burr/Steve Dudas/Dean Grakal/Mark Hudson/Richard Starkey) - 4:17
10. If It's Love That You Want - 3:06
11. Love Is - 3:52
12. R U Ready? - 3:59

## Formazione
- Ringo Starr
- Gary Burr
- Steve Dudas
- Mark Hudson
- Sean Hurley
- Zac Rae
- Dave Stewart